# Смилянська квасоля
Смілянська квасоля — національна болгарська гордість, продукт, торгова марка та вирощування якого захищені патентом.
Основна місцевість культивування — верхня течія річки Арди, що є незмінним вже понад 250 років. Цьому сприяють такі кліматичні умови, як висота над рівнем моря, вологість, температурний режим — прохолодне літо і м’яка зима та тутешні ґрунти.
Спосіб вирощування зберігається в секреті і передається від покоління до покоління. Відомо, що за смілянською квасолею доглядають тільки вручну, а з добрив використовують лише гній.
Розрізняють два різновиди цих бобових — велику та дрібну.
Особливістю великої квасолі є білий колір з вираженим забарвленням від чорного до світло фіолетового.
Маленькі смілянські квасолинки мають світло-коричневий колір, розбавлений чорними смугами.
Зберігання смілянської квасолі.
Для запобігання підробки, бобові після збору та сортування зберігають зі спеціальними етикетками.
Окрім того, таким чином аграрії, що спеціалізуються на вирощуванні цієї рослини, готуються до щорічного фестивалю.
Починаючи з 2003 року в останню суботу листопада в селі Сміляни проводиться захід під назвою «Свято на честь смілянської квасолі». Цей фестиваль проходить за підтримки місцевої організації «Асен Златаров».
До програми святкування входять кулінарні змагання, конкурси «Виробник року» та на найкращу фреску, створену з квасолі. Також тут експонують ескізи, що відображають ввесь процес вирощування квасолі та пропонують скуштувати найрізноманітніші страви, основним інгредієнтом яких, звичайно ж, є смілянська квасоля.

## Використані джерела
1.http://www.peika.bg/Praznik_na_smilyanskiya_bob_l.e_i.96624.html
2.http://citysightseeing.bg/празник-на-смилянския-фасул-с-смилян/